# Jakupica
A Jakupica (macedónul: Јакупица, albánul: Jakupicë) vagy Mokra (macedónul: Мокра, albánul: Mokër) hegység Észak-Macedónia középső részén. Legmagasabb csúcsa, a 2540 méteres Szolunszka Glava egyben az ötödik legnagyobb hegy az országban.

## Földrajza
A harmadidőszakban kialakult hegylánc jórészt mészkőből és dolomitból épül fel, északnyugati részén a pala és gránit dominál. A cirkuszvölgyek, a moréna és a törmeléklejtők tanúskodnak a közelmúlt eljegesedésének és az egykori gleccserek hatásáról, ezek közül a leglátványosabb a két egymás melletti tengerszem, emellett számos forrás és folyó ered innen vagy halad át a hegység területén. Északra a hegység eléri Szkopje nagyvárosának területét, ahol a Vodnónál ér véget, többi oldaláról a Treska és Vardar folyók völgyei, a Kozjak vízerőmű mesterséges tava,valamint a mély Pelagóniai-síkság határolja. 
A legmagasabb csúcs a  2540 méteres Szolunszka Glava, nevének jelentése „Szaloniki feje.” Nevét jugoszláv katonák adták, akik 1924-ben ott táboroztak, és akik azt hitték, hogy a magasból a távoli Szaloniki városának fényeit látják. További jelentős csúcsok: Karadžica (albánul: Karaxhicë, 2 473 m), Popovo Brdo (2380 m), Osztar Breg (2365 m), Ubava (albánul: Ubavë, 2335 m), Osztar Vrv (2275 m) és Dautica (2178 m). Mivel a hegység a környezetéből több mint 1500 méterrel emelkedik ki, így az ún. ultra prominens kiemelkedések közé tartozik. A hegység könnyen megközelíthető a fővárosból, Szkopjéból, vagy Velesz városából és a környék számos falujából.

## Élővilága
A hegység alacsonyabb tájain nagy területeket borítanak a bükkösök, tölgyesek és a tűlevelű erdők. A diluviális periódusból az ősi eljegesedésnek is nyilvánvaló nyomai vannak. Számos intézmény javasolta a területen, valamint a Šar-hegységben egy nemzeti park létrehozását, azonban eddig csak ez utóbbi montenegrói oldalán hozták létre a nemzeti parkot. A hegyvonulat 19 600 hektáros területén a BirdLife International fontos madárterületet (IBA) jelölt ki a szirti sas, a havasi csóka, a hajnalmadár és a havasi szürkebegy populációinak védelme érdekében.

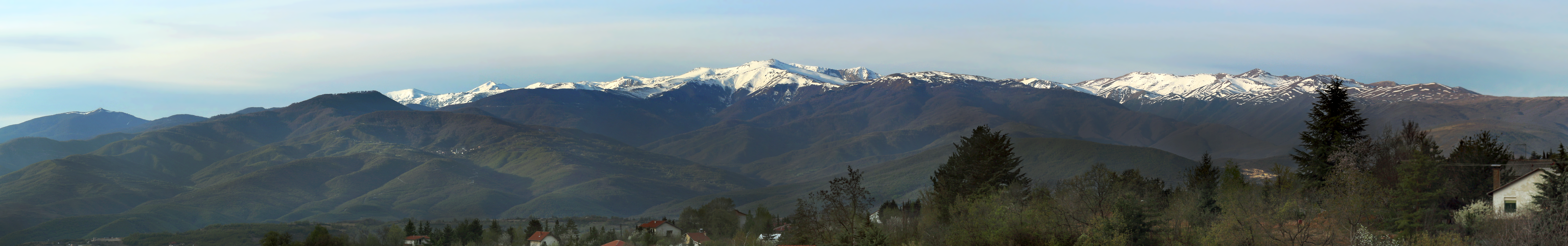
A Jakupica panorámája Dolno Szonje felől

## Galéria

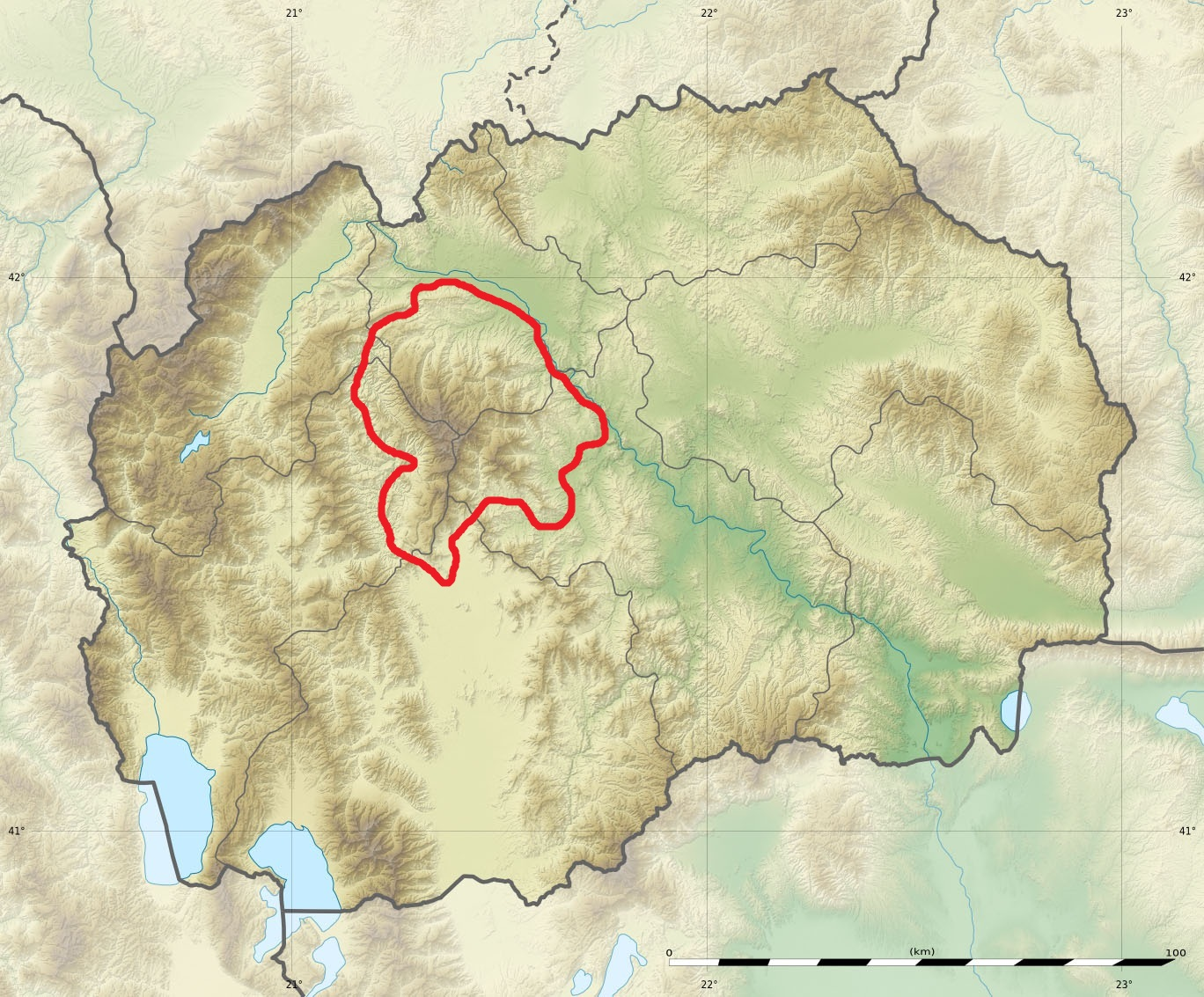
A hegység határai
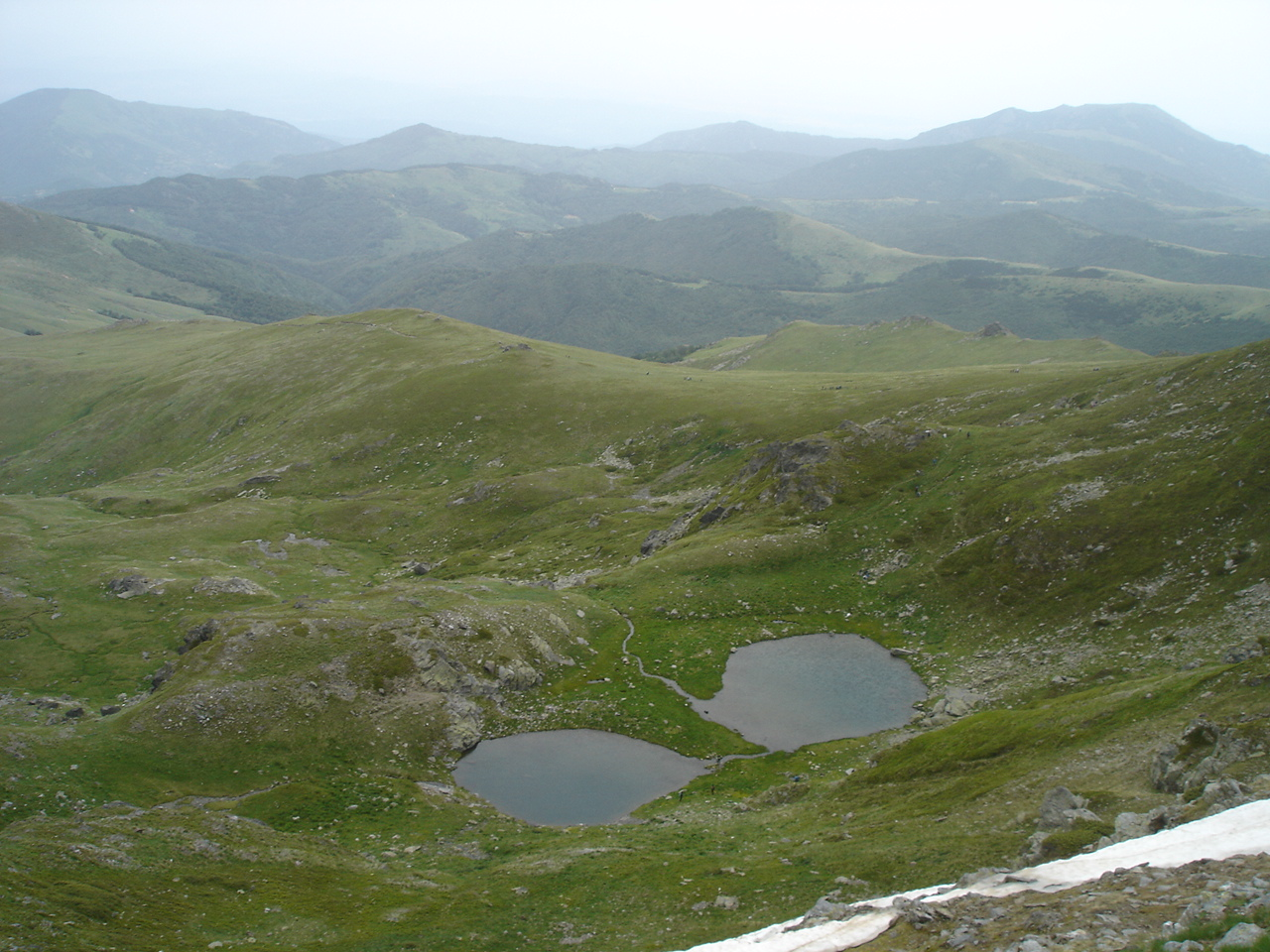
A két tengerszem
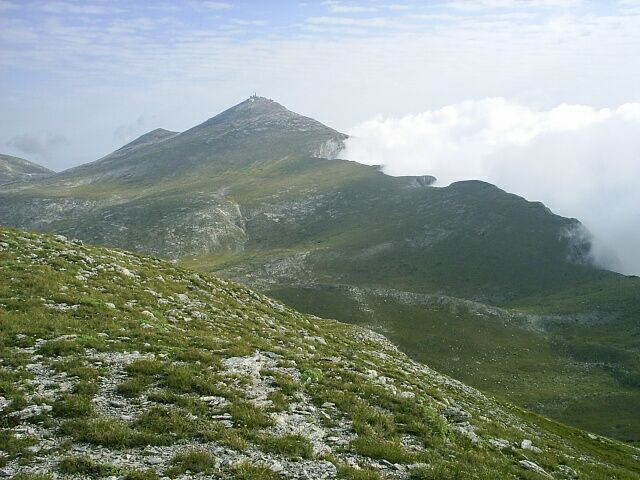
A Szolunszka Glava csúcsa
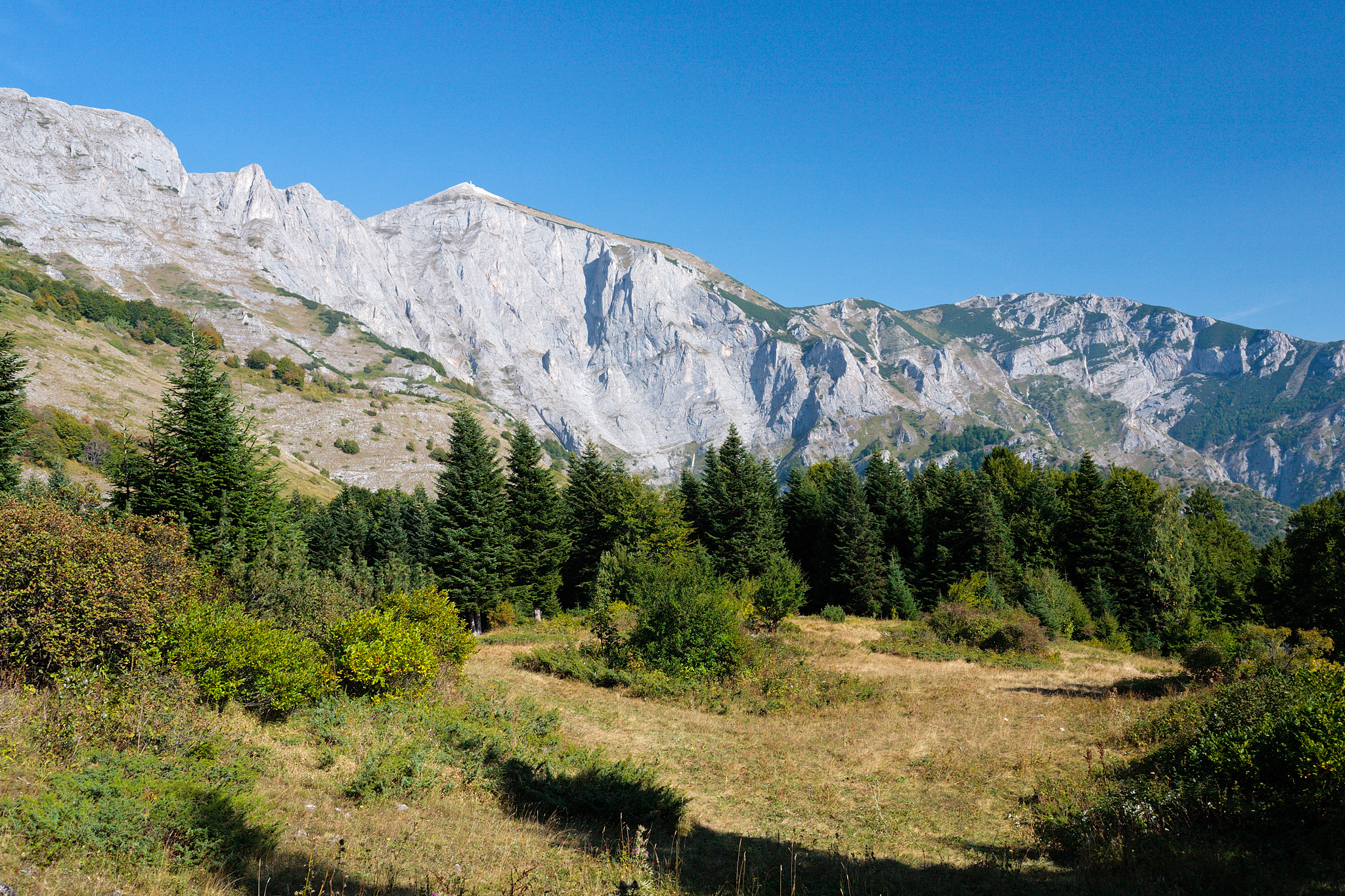
A főcsúcs a völgy felől
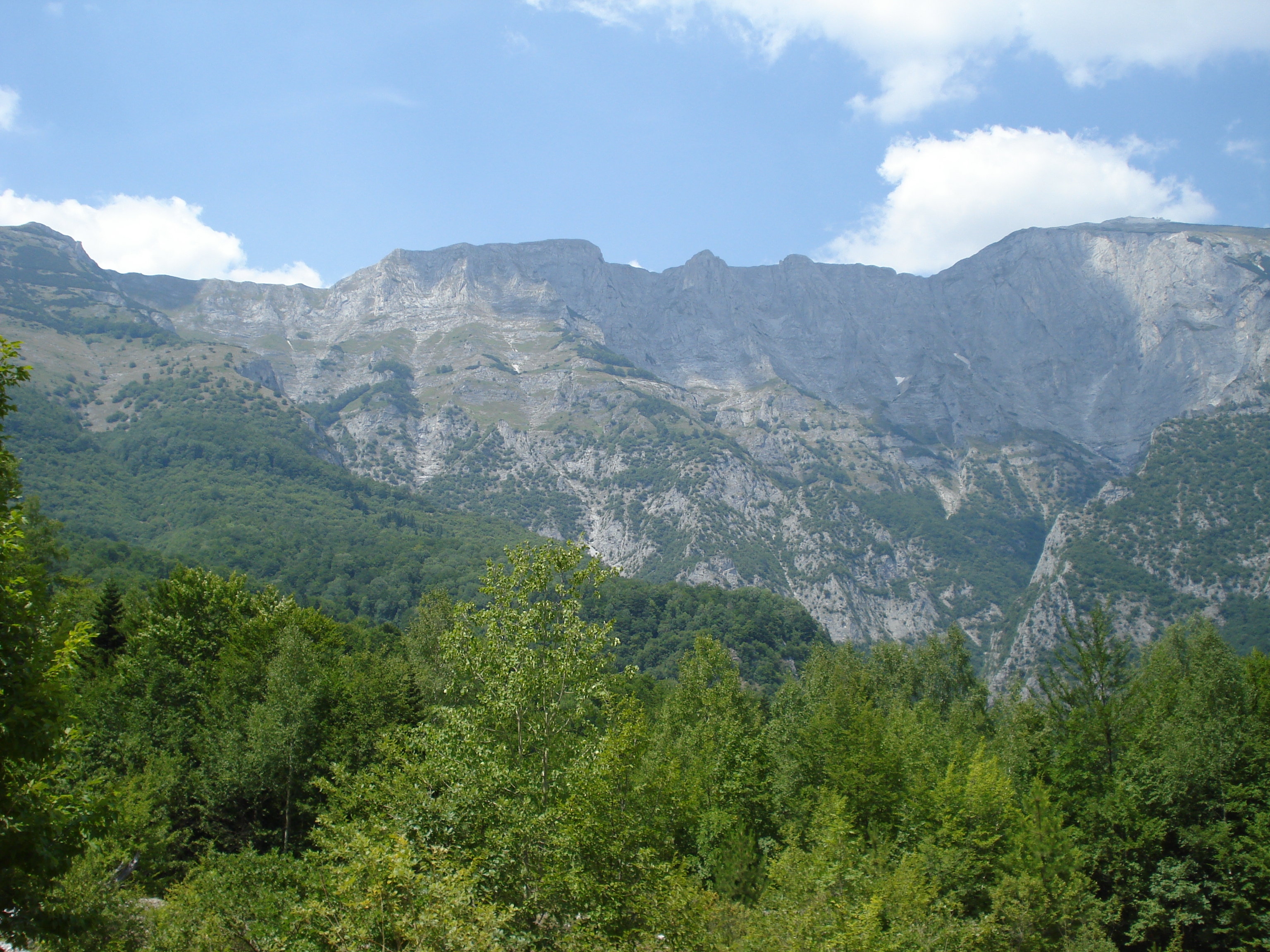
A főgerinc nyáron
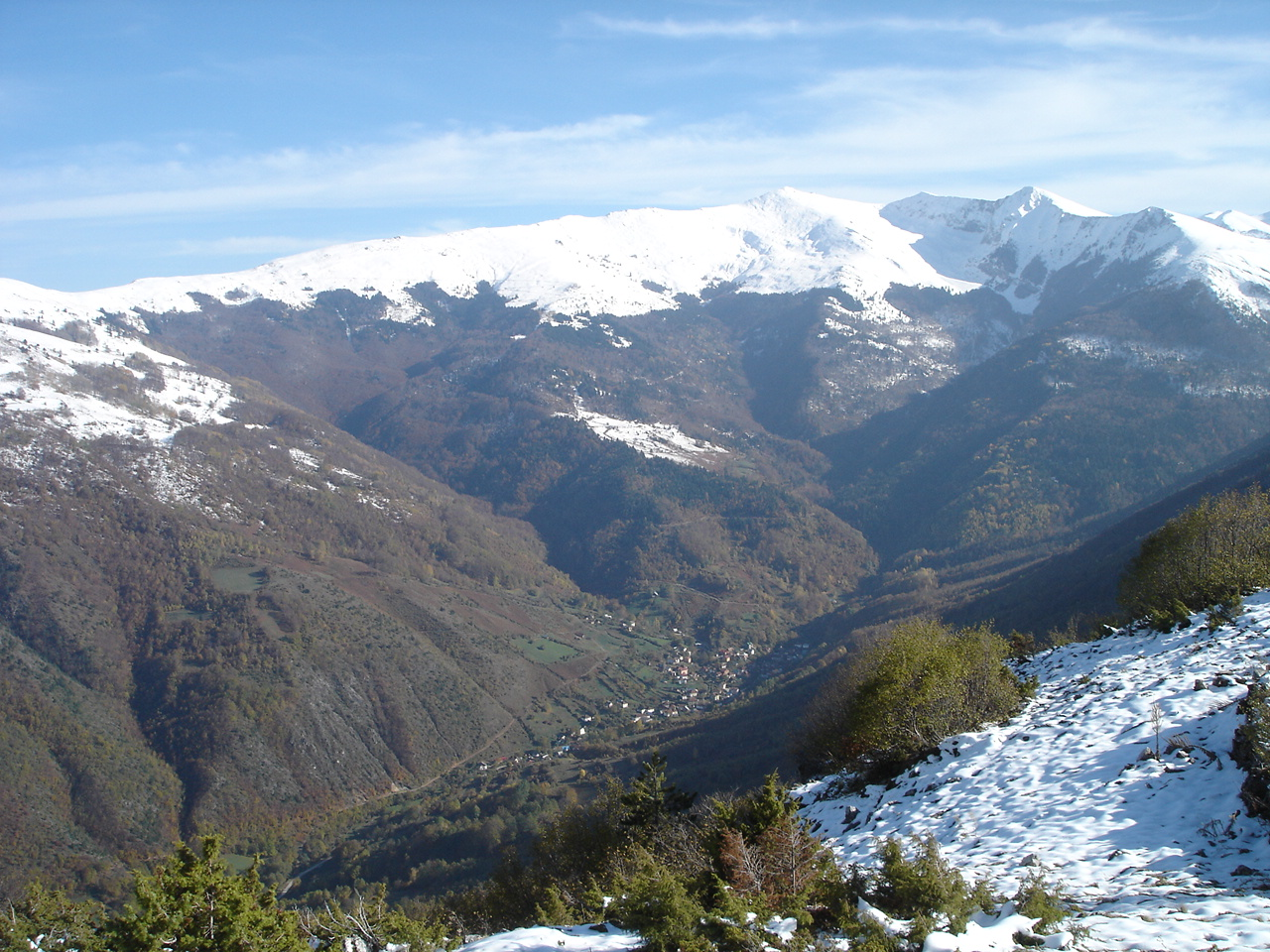
A Dautica télen

## Fordítás
- Ez a szócikk részben vagy egészben  a   Jakupica range című angol Wikipédia-szócikk ezen változatának fordításán alapul.  Az eredeti cikk szerkesztőit annak laptörténete sorolja fel. Ez a jelzés csupán a megfogalmazás eredetét és a szerzői jogokat jelzi, nem szolgál a cikkben szereplő információk forrásmegjelöléseként.